# キム・コッブ
キム・コッブ（英語: Kim Cobb 、1974年 - ）は、アメリカの気候科学者である。 彼女はジョージア工科大学の地球大気科学部の教授であり、Georgia Power Faculty Scholarである。 彼女は特に海洋学、地球化学、古気候のモデリングに取り組んでいる。コッブはジョージア工科大学の地球変動プログラムのディレクターである。

## 賞と表彰
- 2007年、彼女はNSFCAREER賞とジョージア工科大学 Education Partnership Awardを受賞[1]。
- 2008年、コッブは米国のトップの若手科学者の1人として認められ、科学者およびエンジニアのための大統領早期キャリア賞（PECASE）を受賞した[2]。
- 2009年、コッブはカヴリ財団「科学の最前線」フェローシップを受賞した。
- コッブは2011年のホワイトハウス職場柔軟性ポリシーイベントに招待されたゲストだった[3]。
- 2019年、コッブは欧州地球科学連合(EGS)から2020年ハンス・オシュガー・メダル（英語版）を受賞した[4]。